# Ковбасюк Раїса Федорівна
Ковбасюк Раїса Федорівна (10 січня 1928, Херсон) — мікробіолог, вірусолог, доктор медичних наук (1973), професор (1980), професор кафедри технології зберігання харчових продуктів і зернознавства з 1974 по 1978 р. та кафедри біохімії і мікробіології з 1978 по 1994 р., заступник декана факультету заочного навчання з 1976 по 1977 р.

## Біографія
В 1952 році закінчила Одеський медичний інститут, після інституту в Одеському науково-дослідницькому інституті вірусології і епідеміології ім. І. І. Мечникова на посаді молодшого наукового співробітника лабораторії кишкових інфекцій.
З грудня 1959 р. — в.о. завідувачка імунологічної лабораторії.
З 1963 по 1965 р. — в.о. старшого наукового співробітника лабораторії злоякісних новоутворень;
З липня 1965 р. — на посаді старшого наукового співробітника лабораторії грипу;
В листопаді 1971 р. очолила лабораторію токсоплазмозу.
З 1959 року кандидат медичних наук.
З 1973 року доктор медичних наук.
З 1974 року старший науковий співробітник.
З вересня 1974 р. професор кафедри технології зберігання харчових продуктів і зернознавства Одеського технологічного інституту харчової промисловості ім. М. В. Ломоносова (зараз — ОНАХТ).
З 1978 року до 1994 року працювала на кафедрі «Біохімія і мікробіологія».
З 1995 по 2000 р — професор кафедри мікробіології та вірусології Одеського аграрного університету.

## Основні праці
- Ковбасюк, Р. Ф. Оценка некоторых иммунологических показателей у детей младшего возраста, больных дизентерией: из лаб. кишеч. инфекций: дис. … канд. мед. наук: в 2-х кн. / Ковбасюк Раиса Федоровна; Одес. НИИ эпидемиологии и микробиологии им. И. И. Мечникова. — Одесса, 1958 — Кн. 1. — 220 с. — Библиогр.: с. 166—220; Кн. 2: Приложение. — 138 с.
- Ковбасюк, Р. Ф. Об особенностях фагоцитарной реакции кроки у больных с предопухолевымн заболеваниями желудка / Р. Ф. Ковбасюк. В. А. Вовчук // Вопр. онкологии. — 1969. — № 8. — С. 18-22.
- Ковбасюк, Р. Ф. Материалы по изучению опсоно-фагоцитарной реакции в динамике у больных некоторыми злокачественными новообразованиями: автореф. дис. … д-ра мед. наук / Ковбасюк Раиса Федоровна. — Днепропетровск, 1972.
- Иванова, Р. А. Выбор тест-микроорганизма при разработке режимов химической стерилизации / Р. А. Иванова, Р. Ф. Ковбасюк // Хим. пром-сть. — 1988. — № 8. — С. 54.
- Методические указания к выполнению лабораторных работ по курсу «Техническая микробиология» для студентов спец. 1001—1017 всех форм обучения / сост.: О. А. Кириленко, Р. Ф. Ковбасюк, С. М. Кобелева, Л. Н. Пилипенко; под ред. В. Н. Голубева. — Одесса: ОТИПП им. М. В. Ломоносова, 1989. — 60 с.
- Кананихіна, О. Пюре з вторинної сировини / О. Кананихіна, Р. Ковбасюк // Харч. та перероб. пром-сть. — 1993. — № 6. — С. 22.
- Ковбасюк, Р. Ф. Характеристика микроорганизмов по эффективности процесса денитрификации / Р. Ф. Ковбасюк // Пятьдесят четвертая науч. конф.: тез. докл., Одесса, 19-22 апр. 1994 г.: в 3-х ч. Ч. 1 / ОТИПП им. М. В. Ломоносова. — Одесса, 1994. — С. 64.
- Ковбасюк, Р. Ф. Цитотоксичні властивості дезинфікуючих препаратів, що застосовують у консервній промисловості / Р. Ф. Ковбасюк, Ваттаб Фаділь А. Кадір // Наук. пр. / Одес. держ. акад. харч. технологій. — Одеса, 1995. — Вип. 15. — С. 38-42: табл., рис. — Бібліогр.: 8 назв.